# Copper Kings de Butte
Les Copper Kings de Butte (en anglais : Butte Copper Kings) étaient une équipe des ligues mineures de baseball basée à Butte, dans le Montana aux États-Unis. Elle faisait partie de la Pioneer League de 1978 à 1985 et de 1987 à 2000.
Ils jouaient leurs matchs locaux sur le terrain de baseball du Alumni Coliseum (parfois appelé Alumni Field), pouvant accueillir 2 000 personnes, sur le campus Montana Tech de l'université du Montana, à Butte.
Les Copper Kings ont été affiliés à plusieurs équipes de la Ligue majeure de baseball, toujours au niveau recrue des ligues mineures. Ils participent à trois séries finales de la Pioneer League et remportent une fois le titre, en 1981.

## Histoire
Lorsqu'ils s'installent à Butte en 1978, les Copper Kings sont la première équipe professionnelle de baseball à s'établir dans cette ville depuis les Miners de la Northwestern League, une ligue mineure qui existe de 1905 à 1917.
Minés par des problèmes financiers, les Copper Kings se retirent de la Pioneer League et ne jouent pas en 1986. James « Jim » McCurdy, un professeur de l'université Gonzaga et avocat spécialisé en affaires autochtones qui est à l'emploi des Indians de Spokane., regroupe des investisseurs, principalement de Spokane dans l'État de Washington, pour réunir la somme de 75 000 dollars et acquérir des mains du propriétaire Miles Wolff cinquante pour cent de l'équipe de Butte. L'équipe retrouve les terrains dès l'été 1987. Lorsque McCurdy devient président de la Pioneer League en 1994, pour éviter un conflit d'intérêts il vend les Copper Kings à un groupe dont font partie Mike Veeck (fils de Bill Veeck) et l'acteur Bill Murray. McCurdy est accusé d'avoir fait avorter une vente à un autre groupe, mais un tribunal juge que les deux plaignants avaient menti quant à leurs avoirs financiers et que l'ancien propriétaire était dans son droit de bloquer la transaction.
Le club doit son nom aux 
Copper Kings (en), ou « rois du cuivre », un groupe d'industriels de l'après-guerre de Sécession s'étant disputé le contrôle de l'industrie minière du Montana.
Les Copper Kings sont affiliés à différents clubs du baseball majeur, dont ils sont le club-école de niveau recrue, soit le plus bas niveau de ligues mineures. Ils sont ainsi liés aux Brewers de Milwaukee de 1979 à 1981, aux Royals de Kansas City en 1982 et 1983, aux Mariners de Seattle en 1984 et aux Rangers du Texas de 1988 à 1992. Ils sont sans affiliation avec un club majeur lors de leurs saisons 1985, 1987, 1993, 1994 et 1995. La vente à un nouveau groupe de propriétaires amène en 1996 une affiliation d'un an avec les Devil Rays de Tampa Bay, une nouvelle franchise de la Ligue majeure de baseball qui prépare sa première saison en 1998. De 1997 à 2000, les Copper Kings sont affiliés aux Angels d'Anaheim.
En septembre 2000, les Copper Kings signent un accord pour une affiliation de 4 ans avec les Rockies du Colorado. Ils ne seront jamais le club-école de cette franchise à Butte, puisqu'en décembre est annoncé leur déménagement au Wyoming, où ils deviennent en 2001 les Rockies de Casper.
Les Copper Kings sont champions de la Pioneer League une seule fois : en 1981, alors qu'ils remportent la finale 3 matchs à deux sur les Expos de Calgary. C'est leur seule victoire en trois présences en finale. Ils connaissent leur meilleure saison en 1988 avec une fiche de 44 victoires et 26 défaites en saison régulière. Ils atteignent la finale de la Pioneer League mais la perdent 3 parties à deux aux mains des Dodgers de Great Falls, qui les battent ensuite en 3 matchs consécutifs lors de la finale de 1989. À partir de 1979, année où la Pioneer League répartit ses équipes en deux divisions, les Copper Kings évoluent dans la division Sud.
Comme de nombreux clubs de ligues mineures, les Copper Kings ont recours à des promotions parfois originales pour attirer des spectateurs. L'une d'entre elles, en 2000, reçoit une attention médiatique à travers les États-Unis car est elle se veut une réplique à la controverse déclenchée en décembre 1999 par la publication par Sports Illustrated d'une entrevue avec le lanceur de la Ligue majeure, John Rocker, qui émet des propos entre autres racistes, disant qu'il déteste New York puisque, sur la ligne 7 du métro, on y côtoie, selon lui, trop d'immigrants, de mères célibataires et de jeunes « aux cheveux violets ». Lors d'une soirée de juillet 2000 baptisée John Rocker Awareness Night, les Copper Kings invitent gratuitement au stade tous ceux qui ont été insultés par Rocker, offrant des places gratuites aux jeunes mères, aux spectateurs aux cheveux violet et à ceux dont l'anglais n'est pas la langue maternelle.
Julio Franco (en 1978), Cecil Fielder (en 1982), Kevin Seitzer (en 1983), Omar Vizquel (en 1984),, Robb Nen (en 1987), Francisco Rodríguez (en 1999) et Mike Napoli (en 2000) comptent parmi les joueurs notables qui ont commencé leur carrière professionnelle avec les Copper Kings.